# Herzogenhorn
Il Herzogenhorn /ˈhɛɐ̯t͡soɡənˌhɔɐ̯n/ (1.415 metri) è una montagna della Foresta Nera. Si trova in Baden-Württemberg, circa 4,5 chilometri a sud del Feldberg (1.493), la montagna più alta della Foresta Nera.